# Urânia (São Paulo)
Urânia es un municipio brasileño del estado de São Paulo. Se localiza a una latitud 20º14'46" sur y a una longitud 50º38'35" oeste, estando a una altitud de 458 metros. La ciudad tiene una población de 8.836 habitantes (IBGE/2010) y un área de 208,9 km². Urânia pertenece a la Microrregión de Jales.

## Geografía

### Carreteras
- SP-320

## Demografía
Datos del Censo - 2010
Población total: 8.836
- Urbana: 7.436
- Rural: 1.400
- Hombres: 4.395[5]
- Mujeres: 4.441

Densidad demográfica (hab./km²): 42,29

## Administración
- Prefecto: Francisco Airton Saracuza (2009/2012)
- Viceprefecto: Odair Bezerra Días (2009/2012)
- Presidente de la cámara: Donizete Mussato(2009/2010)

## Religión
El Cristianismo está presente en la ciudad de la siguiente manera:

### Iglesia Católica
La iglesia católica del municipio forma parte de la Diócesis de Jales.

### Iglesia Protestante
En la ciudad están presentes las más diversas creencias evangélicas, principalmente pentecostales, incluidas las Asambleas de Dios de Brasil (la iglesia evangélica más grande del país), Congregación Cristiana, entre otras. Estas denominaciones están creciendo cada vez más en todo Brasil.